# Aspyr Media
Aspyr Media is een ontwikkelaar en uitgever van computerspellen. Aspyr werd opgericht op 27 september 1996 door Michael Rogers en Ted Staloch. Het hoofdkantoor is gevestigd in Austin, Texas.

## Geschiedenis
Het bedrijf wist een naam op te bouwen door de vele ports van computerspellen van Windows naar het Mac-platform, waaronder enkele populaire series zoals Call of Duty, Sid Meier's Civilization, Star Wars en SimCity.
In 2003 was het bedrijf eigenaar van 60% van de marktaandelen van Mac Entertainment.
Aspyr heeft in 2019 ruim 190 spellen gepubliceerd.
Het bedrijf werkte voor de ontwikkeling van spellen samen met onder andere Universal, Warner Bros., LucasArts, Electronic Arts, Activision, Maxis en Eidos Interactive.
In februari 2021 werd bekend dat Aspyr eigendom werd van het Zweedse Embracer Group.

## Spellen voor Mac (selectie)
Een korte selectie van spellen die door Aspyr zijn ontwikkeld en uitgebracht voor het Mac-platform:
- Tomb Raider II (1998)
- Tony Hawk's Pro Skater 3 (2003)
- Command & Conquer: Generals (2004)
- Sid Meier's Civilization IV (2006)
- De Sims Levensverhalen (2007)
- Borderlands 2 (2012)
- BioShock Infinite (2013)
- SimCity 4 (2014)
- Mafia 3 (2017)
- Call of Duty: Black Ops III (2019)